# 高田村 (熊本県)
高田村（こうだむら）は、かつて熊本県八代郡に存在していた村。1954年に八代市に編入されて消滅した。

## 歴史
- 1876年 - 東本野村と西本野村が合併し本野村が成立。西高下村が高下村に合併。
- 1879年 - 上豊原村と下豊原村が合併し豊原村が成立。
- 1889年4月1日 - 町村制施行により、奈良木村、豊原村、本野村、高下村が合併し発足。
- 1954年4月1日 - 八千把村・金剛村とともに八代市に編入され消滅。

## 学校
- 高田村立高田小学校
- 高田村立高田中学校

## 出身・ゆかりのある人物
- 松岡荒村 - 詩人、評論家